# Euepicrius queenslandicus
Euepicrius queenslandicus är en spindeldjursart som beskrevs av Womersley 1956. Euepicrius queenslandicus ingår i släktet Euepicrius och familjen Ologamasidae. Inga underarter finns listade i Catalogue of Life.